# Mistrzostwa Polski Strongman Everlast 2008
Mistrzostwa Polski Strongman Everlast 2008 – indywidualne zawody polskich siłaczy.

## Eliminacje i finał
Data: 6 lipca 2008 r.

Miejsce: Poznań  Polska
Wyniki zawodów:
| Miejsce | Zawodnik            |
| ------- | ------------------- |
| 1.      | Michał Szymerowski  |
| 2.      | Gabriel Kowalski    |
| 3.      | Lubomir Libacki     |
| 4.      | Tomasz Kowal        |
| 5.      | Artur Patyk         |
| 6.      | Andrzej Zieleniecki |
| 7.      | Tomasz Lech         |
| 8.      | Przemysław Mościcki |

Zawodnicy, którzy nie zakwalifikowali się do finału:
| Miejsce | Zawodnik             |
| ------- | -------------------- |
| 9.      | Robert Kalinowski    |
| 10.     | Ireneusz Kuraś       |
| 11.     | Mariusz Szafrański   |
| 12.     | Józef Tomaszewski    |
| 13.     | Sebastian Kurek      |
| 14.     | Łukasz Woźniak       |
| 15.     | Robert Nemś          |
| 16.     | Arkadiusz Dudkiewicz |
| 17.     | Mirosław Cieślak     |
| 18.     | Artur Walczak        |
| 19.     | Łukasz Stołowski     |
| 20.     | Tomasz Rzymkowski    |